# Uroplakiny
Uroplakiny (UPKs lub UPs) – zespół białek występujący na szczytowej powierzchni błony komórkowej komórek kopułowatych (inaczej baldaszkowatych) występujących w nabłonku pośrednim (urotelium), który z kolei wyściela drogi moczowe. Białka te tworzą blaszki zasłaniające 90% powierzchni tego nabłonka.

## Struktura i właściwości uroplakin
Blaszki w komórkach kopułowatych zbudowane są z heterotetramerów, na które składają się 4 uroplakiny, oznaczane numerami Ia, Ib, II i IIIa. Różnią się od siebie wielkością i sekwencją aminokwasów, a więc też i strukturą. Znane są też dwie dodatkowe izoformy uroplakiny III, oznaczane jako IIIb i IIIc, jednak formą dominującą w blaszkach jest uroplakina IIIa. Płytki budowane są z formy IIIb jedynie w przypadku braku uroplakiny IIIa. Są one wówczas małe i mają duże pory. Uroplakina IIIc jest efektem duplikacji odcinka kodującego odcinek UPK IIIb.
Uroplakiny tworzą blaszki o kształcie heksagonalnym, o średnicy 16 nm (według innych źródeł 12 nm), w której białka te przyjmują strukturę bardzo zbliżoną do idealnego kryształu. Czasami blaszki te nazywa się asymetrycznymi jednostkami błonowymi.
Wszystkie uroplakiny są białkami transbłonowymi, jednak uroplakiny Ia i Ib są tetraspaninami tj. zawierają 4 domeny transbłonowe, a uroplakiny II i III (wszystkie formy) przechodzą przez błonę jednokrotnie, a ich C-koniec znajduje się po stronie cytoplazmy komórki.
Masa molowa uroplakiny Ia wynosi 27 kDa, a jej punkt izoelektryczny wynosi ok. 5,8. Bezpośrednio po syntezie jej masa wynosi ok. 32 kDa, jednak wraz z dalszymi procesami biogenezy traci część aminokwasów, dochodząc do formy dojrzałej. Odłączony fragment to wczesna uroplakina II, o masie cząsteczkowej 15 kDa, oraz punkcie izoelektrycznym w okolicach pH=8. Wszystkie uroplakiny poza dojrzałą uroplakiną II są glikoproteinami.
| Nazwa uroplakiny | Masa cząsteczkowa białka (kDa) |
| ---------------- | ------------------------------ |
| UPK Ia           | 27                             |
| UPK Ib           | 28                             |
| UPK II           | 15                             |
| UPK IIIa         | 47                             |
| UPK IIIb         | 35                             |
| UPK IIIc         | 70                             |

Białka te są niezwykle odporne na czynniki chemiczne (denaturację), z wyjątkiem uroplakiny III, której "ogon" wystający w stronę cytoplazmy komórki urotelium jest podatny na proteolizę.
Białka te są ze sobą nawzajem połączone, w wyniku czego, po zastosowaniu odpowiednich czynników, wyodrębniają się pary uroplakin Ia z II, oraz Ib z III. Jednak każda blaszka uroplakinowa zawiera w sobie wszystkie 4 rodzaje tych białek, ponieważ w tworzonej przez nie strukturze, oprócz połączeń ww. par występuje także połączenie uroplakin III z II.

## Biogeneza uroplakin
W trakcie biogenezy białek, która zachodzi w  szorstkiej siateczce śródplazmatycznej, powstają od razu gotowe dimery uroplakin (Ia/II oraz Ib z III), które w aparacie Golgiego są składane w heterotetramery (heterotetrameryzacja). Te z kolei przechodzą w formę dojrzałą i są wbudowywane w błonę komórkową zgodnie z polaryzacją komórki.
U badanych myszy, zaburzenie produkcji UPK III częściowo zmniejszyło produkcję płytek uroplakinowych, a zaburzenie produkcji UPK II – całkowity ich brak, pomimo poprawnej syntezy pozostałych typów uroplakin.

## Znaczenie uroplakin w medycynie i biologii
Białka te odgrywają niezwykle istotną rolę przy infekcjach dróg moczowych. 85% przypadków bowiem to infekcje związane z bakterią Escherichia coli. U bakterii tej zaobserwowano bowiem bogate w mannozę odcinki fimbrii (FimH) oraz kompleksy tych odcinków (FimH-FimC), dzięki którym bakterie te są w stanie związać się z płytkami uroplakin, konkretnie z cząsteczką UPK Ia. Bardzo ścisłe przyleganie tych bakterii do ścian dróg moczowych uniemożliwia ich usunięcie na drodze  mikcji.
Podwyższona ekspresja białek UPK II i UPK III jest współcześnie markerem diagnostycznym przy nowotworach dróg moczowych, aczkolwiek przyczyny istnienia takich zmian w ekspresji nie są poznane. Pewne jest jednak, że nie można wiązać poziomu tychże białek ze stadium nowotworu. Uroplakiny (głównie II) stosuje się także, ze względu na ich specyficzne występowanie, jako wektory dla leków tychże schorzeń.
Udowodniona jest także korelacja pomiędzy nadekspresją mRNA kodującego UPK III, a występowaniem cofania się moczu w obrębie dróg moczowych.
Uroplakiny są stosowane także przy różnicowaniu komórek macierzystych. Ich występowanie w badanej próbce oznacza, że zawiera ona komórki finalnie zróżnicowane w nabłonek pośredni (urotelium).